# 胡氏宴酒
胡氏宴酒是安徽省宣城市績溪縣扬溪镇出产的一种白酒，源于1904年在龙川村成立的“胡日盛糟坊”，后为扩产于1951年迁至扬溪镇，更名为“利民酒坊”；1954年被当局公私合营为“安徽省绩溪县酒厂”，后数度改制、易名。胡氏宴酒乃以高粱和大米为主料，经固态发酵大曲和糖化酶、缓火蒸馏、高温制酒、截头去尾、分段取酒、地窖储存等等传统工艺而酿成，入选安徽老字号。产品既包括大曲酒，也包括小曲酒。